# Puchar Polski w piłce nożnej (1977/1978)
Puchar Polski w piłce nożnej mężczyzn w sezonie 1977/1978 – 24. edycja rozgrywek, mających na celu wyłonienie zdobywcy Pucharu Polski, który uzyska tym samym prawo gry w Pucharze Zdobywców Pucharów w sezonie 1978/79. Zwycięzcą rozgrywek zostało Zagłębie Sosnowiec, dla którego był to czwarty Puchar Polski w historii klubu. 
Mecz finałowy odbył się 6 maja 1978 na Stadionie Śląskim w Chorzowie.

## 1/128 finału i 1/64 finału
- w tej fazie grali między sobą zdobywcy PP na szczeblu okręgów (49) oraz niektórzy z finalistów PP na szczeblu okręgów (15)

## 1/32 finału
| Drużyna 1                      | Wynik          | Drużyna 2             |
| ------------------------------ | -------------- | --------------------- |
| ROW Rybnik                     | 2:1            | Unia Tarnów           |
| Bałtyk Gdynia                  | 1:0            | Urania Ruda Śląska    |
| Stal Rzeszów                   | 2:1            | Moto Jelcz Oława      |
| Olimpia Poznań                 | 0:1            | Zagłębie Wałbrzych    |
| Star Starachowice              | 3:1            | Polonia Bydgoszcz     |
| Wisłoka Dębica                 | 2:0            | Sparta Zabrze         |
| GKS Katowice                   | 1:2            | GKS Tychy             |
| Piast Gliwice                  | 2:1            | Olimpia Elbląg        |
| Arkonia Szczecin               | 1:0 pd.        | Gwardia Koszalin      |
| BKS Stal Bielsko-Biała         | 3:1            | Jagiellonia Białystok |
| Stal Stalowa Wola              | 2:0            | Lechia Gdańsk         |
| Siarka Tarnobrzeg              | 0:1 pd.        | Hutnik Nowa Huta      |
| Górnik Wałbrzych               | 2:1            | Gwardia Warszawa      |
| Avia Świdnik                   | 1:0            | RKS Ursus             |
| Concordia Piotrków Trybunalski | 4:0            | Stoczniowiec Gdańsk   |
| Małapanew Ozimek               | 1:1 pd. k. 5:3 | Motor Lublin          |

## II runda
| Drużyna 1               | Wynik          | Drużyna 2                      |
| ----------------------- | -------------- | ------------------------------ |
| Podlasie Biała Podlaska | 3:0            | BKS Stal Bielsko-Biała         |
| Czarni Żagań            | 0:1            | Hutnik Nowa Huta               |
| JKS 1909 Jarosław       | 1:2            | Piast Gliwice                  |
| RKS Błonie              | 1:2            | Zagłębie Wałbrzych             |
| Wisła Płock             | 2:3 pd.        | Górnik Wałbrzych               |
| Farmacja Tarchomin      | 1:4            | Bałtyk Gdynia                  |
| Siarka II Tarnobrzeg    | 0:6            | ROW Rybnik                     |
| MRKS Gdańsk             | 1:3            | Małapanew Ozimek               |
| Garbarnia Kraków        | 0:2            | Stal Rzeszów                   |
| Stal Szczecin           | 2:2 pd. k. 2:4 | Arkonia Szczecin               |
| Warta Sieradz           | 1:8            | Star Starachowice              |
| Zagłębie Lubin          | 1:0            | Avia Świdnik                   |
| Start Olesno            | 1:3            | Concordia Piotrków Trybunalski |
| Gryf Słupsk             | 1:0            | Stal Stalowa Wola              |
| Polonia Piła            | 0:1            | GKS Tychy                      |
| Odra Wodzisław Śląski   | 5:2            | Wisłoka Dębica                 |

## 1/16 finału
Do rywalizacji dołączyły zespoły z I ligi.
| Drużyna 1                      | Wynik          | Drużyna 2          |
| ------------------------------ | -------------- | ------------------ |
| Odra Wodzisław Śląski          | 2:1            | Ruch Chorzów       |
| Bałtyk Gdynia                  | 3:0            | Pogoń Szczecin     |
| Zagłębie Lubin                 | 0:1 pd.        | Zagłębie Sosnowiec |
| Górnik Wałbrzych               | 2:1            | Polonia Bytom      |
| Piast Gliwice                  | 3:0            | ŁKS Łódź           |
| Stal Rzeszów                   | 0:4            | Górnik Zabrze      |
| Concordia Piotrków Trybunalski | 0:3            | Zawisza Bydgoszcz  |
| Hutnik Nowa Huta               | 2:4            | Szombierki Bytom   |
| Arkonia Szczecin               | 0:1            | Lech Poznań        |
| Gryf Słupsk                    | 0:0 pd. k. 5:3 | Arka Gdynia        |
| ROW Rybnik                     | 1:1 pd. k. 1:2 | Odra Opole         |
| Małapanew Ozimek               | 0:0 pd. k. 6:7 | Widzew Łódź        |
| GKS Tychy                      | 0:0 pd. k. 3:5 | Wisła Kraków       |
| Star Starachowice              | 0:1            | Stal Mielec        |
| Podlasie Biała Podlaska        | 0:1            | Legia Warszawa     |
| Zagłębie Wałbrzych             | 3:3 pd. k. 2:3 | Śląsk Wrocław      |

## 1/8 finału
| Drużyna 1             | Wynik   | Drużyna 2          |
| --------------------- | ------- | ------------------ |
| Odra Wodzisław Śląski | 4:2     | Górnik Zabrze      |
| Piast Gliwice         | 1:0 pd. | Stal Mielec        |
| Górnik Wałbrzych      | 1:2     | Zagłębie Sosnowiec |
| Widzew Łódź           | 3:0     | Szombierki Bytom   |
| Śląsk Wrocław         | 2:0     | Odra Opole         |
| Gryf Słupsk           | 0:3     | Legia Warszawa     |
| Lech Poznań           | 1:0     | Zawisza Bydgoszcz  |
| Bałtyk Gdynia         | 1:2     | Wisła Kraków       |

## Ćwierćfinały
| Drużyna 1          | Wynik   | Drużyna 2             |
| ------------------ | ------- | --------------------- |
| Wisła Kraków       | 1:3 pd. | Lech Poznań           |
| Piast Gliwice      | 2:1     | Odra Wodzisław Śląski |
| Legia Warszawa     | 2:1     | Widzew Łódź           |
| Zagłębie Sosnowiec | 1:0 pd. | Śląsk Wrocław         |

## Półfinały
| Drużyna 1      | Wynik          | Drużyna 2          |
| -------------- | -------------- | ------------------ |
| Piast Gliwice  | 3:1            | Lech Poznań        |
| Legia Warszawa | 1:1 pd. k. 3:5 | Zagłębie Sosnowiec |

## Finał
| 6 maja 1978 16:00 | Zagłębie Sosnowiec · Mazur 27' · Jędras 60' | 2:01:0Raport | Piast Gliwice | Stadion Śląski, Chorzów Widzów: 5 000 Sędzia: Zygmunt Stachura (Katowice) |
|                   |                                             |              |               |                                                                           |

| Zagłębie Sosnowiec: |  |                     |  |     |
|                     |  |                     |  |     |
| BR                  |  | Zdzisław Kostrzewa  |  |     |
| OB                  |  | Tadeusz Tlołka      |  |     |
| OB                  |  | Eugeniusz Wieńcierz |  |     |
| OB                  |  | Stanisław Zuzok     |  |     |
| PO                  |  | Wojciech Rudy       |  |     |
| PO                  |  | Zbigniew Seweryn    |  |     |
| PO                  |  | Władysław Szaryński |  |     |
| PO                  |  | Marek Jędras        |  | 75' |
| PO                  |  | Zbigniew Sączek     |  |     |
| NA                  |  | Włodzimierz Mazur   |  |     |
| NA                  |  | Jerzy Dworczyk      |  |     |
| Zmiany:             |  |                     |  |     |
| PO                  |  | Edward Koczuba      |  | 75' |
| Trener:             |  |                     |  |     |
| Józef Gałeczka      |  |                     |  |     |

| Piast Gliwice: |  |                       |              |
|                |  |                       |              |
| BR             |  | Jerzy Apostel         |              |
| OB             |  | Tadeusz Pawlik        |              |
| OB             |  | Ryszard Kałużyński    |              |
| OB             |  | Marcin Żemajtis       |              |
| OB             |  | Jan Jonda             |              |
| PO             |  | Kazimierz Gontarewicz |              |
| PO             |  | Lesław Dunajczyk      |              |
| PO             |  | Roman Wojtysiak       | Żółta kartka |
| NA             |  | Henryk Ledwoń         |              |
| NA             |  | Adam Statowski        |              |
| NA             |  | Marian Brzezoń        |              |
| Zmiany:        |  |                       |              |
| Trener:        |  |                       |              |
| Jerzy Cich     |  |                       |              |

| Puchar Polski w piłce nożnej 1977/1978 Zwycięzcy |
| ------------------------------------------------ |
| Zagłębie Sosnowiec 4. Tytuł                      |